# Kanton Lusigny-sur-Barse
Der Kanton Lusigny-sur-Barse war bis 2015 ein französischer Wahlkreis im Département Aube in der Region Champagne-Ardenne. Er umfasste 14 Gemeinden im Arrondissement Troyes; sein Hauptort (frz.: chef-lieu) war Lusigny-sur-Barse. Die landesweiten Änderungen in der Zusammensetzung der Kantone brachten im März 2015 seine Auflösung. Vertreter im Generalrat des Départements war zuletzt Christian Branle.
Der Kanton Lusigny-sur-Barse war 181,03 km² groß und hatte 9939 Einwohner (Stand 2012).

## Gemeinden
| Gemeinde            | Einwohner (Stand: 2022) | Code postal | Code Insee |
| ------------------- | ----------------------- | ----------- | ---------- |
| Bouranton           | 623                     | 10270       | 10053      |
| Clérey              | 1150                    | 10390       | 10100      |
| Courteranges        | 587                     | 10270       | 10110      |
| Fresnoy-le-Château  | 285                     | 10270       | 10162      |
| Laubressel          | 559                     | 10270       | 10190      |
| Lusigny-sur-Barse   | 2265                    | 10270       | 10209      |
| Mesnil-Saint-Père   | 438                     | 10140       | 10238      |
| Montaulin           | 818                     | 10270       | 10245      |
| Montiéramey         | 405                     | 10270       | 10249      |
| Montreuil-sur-Barse | 235                     | 10270       | 10255      |
| Rouilly-Saint-Loup  | 536                     | 10800       | 10329      |
| Ruvigny             | 502                     | 10410       | 10332      |
| Thennelières        | 336                     | 10410       | 10375      |
| Verrières           | 1888                    | 10390       | 10406      |

## Bevölkerungsentwicklung
| 1962 | 1968 | 1975 | 1982 | 1990 | 1999 | 2006 | 2012 |
| ---- | ---- | ---- | ---- | ---- | ---- | ---- | ---- |
| 4892 | 5151 | 5306 | 6957 | 7732 | 8318 | 9147 | 9939 |